# NGC 6412
NGC 6412 é uma galáxia espiral barrada (SBc) localizada na direcção da constelação de Draco. Possui uma declinação de +75° 42' 17" e uma ascensão recta de 17 horas, 29 minutos e 36,9 segundos.
A galáxia NGC 6412 foi descoberta em 12 de Dezembro de 1797 por William Herschel.